# Альбота-де-Жос
Альбо́та-де-Жос (Нижня Альбота, рум. Albota de Jos) — село в Тараклійському районі Молдови, є центром комуни, до якої також відносяться села Гиртоп і Гаджикіой.
Село розташоване на річці Салча.